# Hilton Antwerp Old Town
Het Hilton Antwerp Old Town is een hotel in de Belgische stad Antwerpen. Het hotel is gevestigd in het gebouw van het voormalige warenhuis Grand Bazar aan de Groenplaats, nabij de Onze-Lieve-Vrouwekathedraal. Het hotel heeft circa 210 kamers en suites.

## Geschiedenis
Het eerste pand op deze locatie werd gebouwd in 1859 door de architect Frans J.H. Bex in opdracht van de heer Le Baudry-Werbrouck en huisvestte Hotel Rubens en het Grand Café de l’Univers. Het gebouw diende vanaf 1885 als warenhuis van Grand Bazar. In de jaren 20 van de 20e eeuw werd het complex herbouwd. Het warenhuis sloot in 1990 de deuren. Het gebouwencomplex werd in 1991-1993 gerenoveerd en heringericht tot een Hilton Hotel en Grand Bazar Shopping Center.
In 2007 kwam het hotel in handen van Israëlische investeringsgroep Electra Real Estate. Zij verkochten het hotel in 2015 aan Buysse & Partners, die het op hun beurt in 2019 verkochten aan IRET.